# F.T. Island
F.T. Island (en coréen : 에프티 아일랜드), stylisé FTISLAND, est un groupe de rock sud-coréen. Actif depuis 2007, le nom du groupe est l'abréviation de Five Treasure Island, L'île des 5 trésors, car le groupe se compose de 5 membres.
Leur premier album, Cheerful Sensibility, est le sixième album le plus vendu en Corée du Sud en 2007. Leur première chanson, Lovesick, a été première des classements musicaux coréens pendant six semaines consécutives.

## Biographie

### Cheerful Sensibility(2007)
Le premier album de F.T. Island, Cheerful Sensibility, devait sortir en mai 2007. Auparavant, les membres du groupe sont apparus dans le programme télévisé Dugeun Dugeun Yeochinmandeulgi (두근두근 여친만들기 Wanna Be My Boyfriend?) sur la chaîne coréenne Mnet. Le groupe est aussi apparu sur la scène du Rolling Hall et ont fait leur première apparition officielle le 27 mai au Live House Melon-AX de Gwangjang-dong, à Séoul.
Le 7 juin, le groupe joue sa première chanson, Love Sick dans le programme télévisé musical M!Countdown ; son premier album, Cheerful Sensibility, est sorti le jour même. Cet album comporte 13 chansons lâchement réunies selon leur genre en deux ensembles, Emotional Chapter et F.T. Island Chapter. Emotional Chapter est formé de ballades rock, tandis que FTISLAND Chapter, produit par les compositeurs japonais qui travaillaient avec le groupe SMAP, est formé de chansons pop rock variées.
Cheerful Sensibility s'est vendu à plus de 79 000 exemplaires en 2007, ce qui en fait le sixième album le plus vendu de l'année. Il est ressorti le 3 décembre sous le nom The Refreshment, avec trois chansons supplémentaires, un livret de photos, une poignée de cartes postales et un programme de mixage nommé Music 2.0, qui permet à l'auditeur d'ajuster les niveaux des instruments et des parties vocales. Cette édition s'est vendue à 25 724 exemplaires en décembre.

### Débuts au Japon etColorful Sensibility(2008)

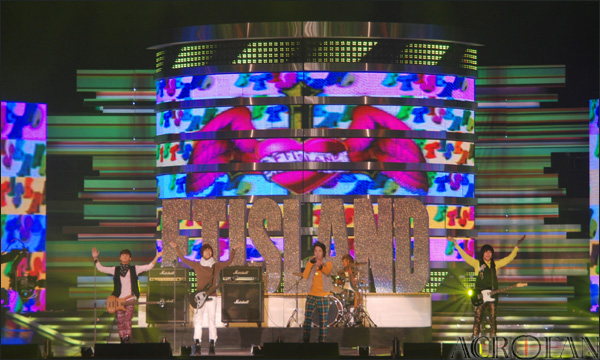
F.T. Island en 2008.

Après son lancement en Corée, FNC Music commence à exporter le groupe. Le 31 mars 2008, une séance de signatures d'autographes en Malaisie, au Damansara Cineleisure, devait être suivie le lendemain par le premier concert du groupe au Sunway Lagoon Amphitheater. Ce concert est annulé et leur premier concert hors de Corée a finalement eu lieu en Thaïlande, au Royal Paragon Hall de Bangkok, le 14 avril 2008. Le premier album japonais de F.T. Island, Prologue of FTISLAND, est sorti le 7 juin 2008, avec comme premier single Soyogi. cet album comporte 8 chansons, dont deux sont de nouvelles versions des chansons FTISLAND et Primadonna. La dernière chanson, Always Be Mine, est une version en anglais de First Kiss, présent sur leur premier album, avec des paroles différentes. Des vidéoclips ont aussi été produits pour Soyogi et Friendship, mettant respectivement en valeur le caractère professionnel et le caractère jeune du groupe.
Après la fin de sa promotion au Japon, le groupe est revenu en Corée où il a sorti son deuxième album coréen, Colorful Sensibility le 27 août 2008. Un EP, Colorful Sensibility Part 2 est sorti le 17 octobre. Plus tard dans l'année, F.T. Island sort The One, son premier single japonais, chez le label indépendant AI Entertainment. Ce single a atteint la neuvième place dans le classement quotidien des ventes d'Oricon. C'est aussi le dernier où figure Oh Won Bin avant son départ du groupe.

### Changement de personnel et FT.triple (2009)
Le 28 janvier 2009, le départ d'Oh Won Bin est annoncé, ainsi que son remplacement par Song Seung-hyun comme guitariste et chanteur secondaire. C'est dans cette nouvelle composition que FTISLAND a sorti le vidéoclip de la première chanson de leur mini-album, Bad Woman. Ils en ont fait la promotion dans l'émission de SBS Inkigayo, et, deux jours plus tard, ont sorti leur premier mini-album coréen, Jump Up,.
Le 22 avril, F.T. Island sort son deuxième single japonais, I believe Myself. Pour la première fois, les membres du groupe ont contribué aux paroles et à la composition. Pour la chanson Moonlight Angel, Lee Jae-jin a co-écrit les paroles et Choi Jong Hoon co-composé la musique. I Believe Myself est le premier single japonais avec Song Seung-hyun. La tournée 2009 F.T. Island Tour-I Believe Myself a mené le groupe à Osaka, Nagoya et Tokyo au cours de l'été.
F.T. Island fait sa tournée de promotion ailleurs en Asie, à Singapour du 25 au 27 juin, puis en Thaïlande, à Taïwan, etc. Avant de lancer sa tournée de promotion, le groupe a commencé à enregistrer son troisième album. Le 9 juillet, FNC Music a révélé une photo de pochette pour celui-ci, Cross and Change. Le lendemain, un vidéoclip a été mis en ligne, présentant des enfants regardant leurs idoles à la télévision. La première chanson, I Hope/Barae, est sortie le 16 juillet. Sur Cross & Change, FTISLAND a essayé des styles musicaux variés ; l'album comporte douze chansons, allant des ballades romantiques à des morceaux pétillants. FTISLAND a également changé son style vestimentaire et graphique, adoptant un style « rétro » inspiré de la mode « jeans » des années 1980 en Corée.
FTISLAND sort son troisième single japonais, Raining, le 21 octobre 2009. Un vidéoclipna été produit pour l'occasion. Sur la première chanson, Choi Jong Hoon joue du piano au lieu de la guitare.
En 2009, trois membres de F.T. Island, Choi Jong-hoon, Choi Min-hwan et Lee Jae-jin ont formé un sous-groupe nommé FT.triple. Il s'agissait en partie de mieux mettre en valeur les qualités des membres et d'empêcher le principal chanteur, Lee Hong-ki, de s'abîmer à nouveau la voix. Cela permettait également de continuer la promotion de FTISLAND alors que Lee Hong-ki était en train de tourner la série télévisée You're Beautiful et que Song Seung-hyun faisait une pause.
Au début, ce trio est seulement officieusement annoncé au Dream Concert du Japon comme « A3 ». Après avoir hésiter à garder le nom A3 (car ils sont tous les trois du groupe sanguin A), ils ont finalement préféré conserver les lettres « FT », plus « triple », puisqu'il s'agit d'un trio. Dans FT.triple, Lee Jae-jin, bassiste de FTISLAND, joue de la guitare et chante, Choi Jong-hun joue du piano et Choi Min-hwan reste aux percussions. Leur premier single, Love Letter est sorti avec le double album de compilation de FTISLAND Double Date sur un CD titré Two Date où figurent toutes les chansons de FT.triple. Le 14 novembre 2009, FTISLAND commence à Séoul une nouvelle tournée coréenne, Men's Stories.

### Beautiful Journeyet succès à Taïwan (2010-2014)

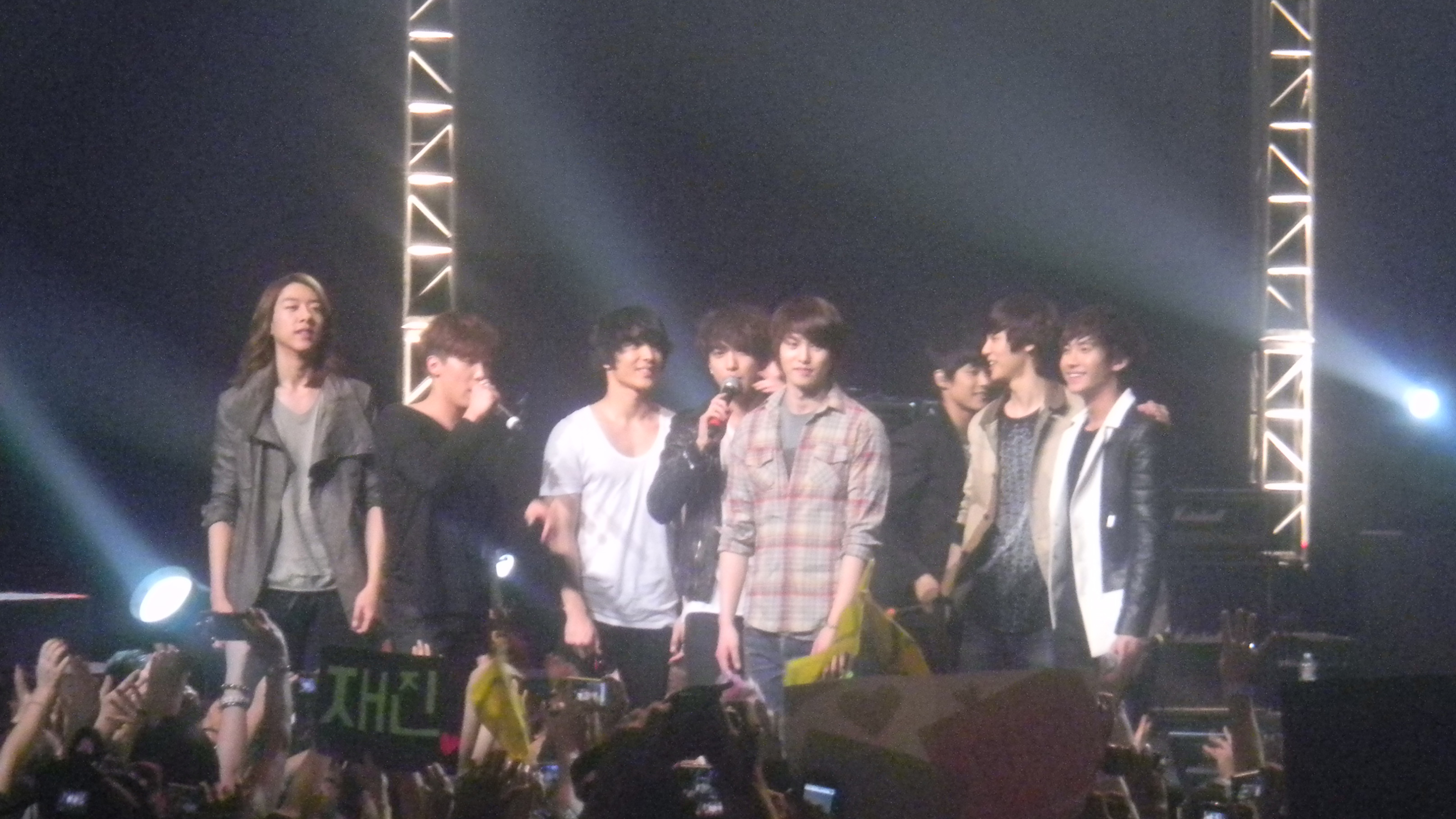
F.T. Island avec CNBLUE au concert Stand Up du Nokia Theatre L.A. Live, le 9 mars 2012.

En janvier et février 2010, le groupe commence une nouvelle tournée asiatique au Japon, en Thaïlande, à Taïwan, à Hong Kong, aux Philippines et à Singapour.
Le 20 avril 2011, F.T. Island publie son septième single Satisfaction accompagné des morceaux Friends et I Want, auxquels Jong-hoon participe à la composition. Le single débute deuxième de l'Oricon, devenant le mieux classé dans le pays pour le groupe,. Le morceau-titre Satisfaction est sélectionné comme générique de fin pour l'anime Toriko, de Fuji Television. Le 18 mai, F.T. Island sort son premier album chez une major au Japon, intitulé Five Treasure Island. L'album comprend d'anciens singles comme Flower Rock", "Brand New Days, So Today..., etSatisfaction ; il contient aussi de nouveaux morceaux comme le générique de Muscle Girl!. L'album se classe premier de l'Oricon. À la fin mai, F.T. Island revient en Corée pendant un an, sortant le mini-album Return. L'album est publié le 24 mai. Le morceau-titre Hello Hello est un morceau de rock rapide. I Confess fait participer tous les membres au chant.
Après la sortie d'un clip tragique de leur morceau Severely, F.T. Island sort son quatrième mini-album, Grown-Up. Comrpenant cinq morceaux du groupe, il se compose de ballades rock à faible tempo. L'album est publié le 31 janvier 2012 et atteint la première place des ventes et charts, dont Severely qui atteint la première place des ventes en ligne. L'album se vend en à peine une dizaine de jours, à quelque 50 000 exemplaires. Le 9 mars 2012, F.T. Island et ses pairs CNBLUE jouent pour la première sur le sol américain, à Los Angeles au Nokia Theater. F.T. Island son deuxième album studio japonais, 20 [Twenty]  le 16 mai 2012. Il débute quatrième à l'Oricon albums avec 41 726 exemplaires vendus la première semaine, remportant les meilleurs chiffres de ventes du week-end au Japon.
La même année, F.T. Island sort son quatrième album coréen, Five Treasure Box, et son single I Wish le 10 septembre. En une semaine après sa sortie, l'album compte 30 000 exemplaires vendus en Corée du Sud.

### Albums japonais et promotions en solo (2013-2014)
Le groupe continue sa tournée TAKE FTISLAND qui se joue dans l'année à Séoul, puis part pour Taïwan en décembre 2012 et continue sa tournée à Shanghai et Pékin, en Chine.
Le 27 mars 2013, F.T. Island sort le single You Are My Life comprenant deux morceaux, Beat It et Come Into My Dream. Les trois morceaux atteignent le top 5japonais du site web Dwango's K-Pop weekly ringtone chart.
Plus tard le 9 avril, l'album du groupe Jump Up (2009) atteint les charts japonais et coréen, et Bad Woman y atteint la première place.
Le groupe sort l'album japonais Rated-FT en juin 2013, qui comprend les morceaux Time To, Hold My Hand, Black Chocolate et Orange Sky. L'album atteint la troisième place de l'Oricon Daily Album Chart le jour de sa sortie. F.T. Island publie son onzième single japonais Theory of Happiness le 24 juillet 2013. Il comprend deux morceaux composés par les membres que sont Eyes On Me et Rainy Day.
Le groupe devient le premier à jouer trois ans d'affilée au Mezamashi Live de Fuji TV', le 328 juillet 2013. F.T. Island joue aussi au festival Summer Sonic 2013 de Tokyo le 10 août, et à Osaka le 11 août. Ils terminent aussi leur tournée de sept dates F.T. Island Arena Tour 2013 ~Freedom~, engendrant un public de 100 000 personnes.
F.T. Island revient en Corée à la fin de 2013, et sort le mini-album Thanks To, dédié à ses fans et supporters. Memory et Always With You sont composés par Hong-ki, Try Again par Jong-hoon, et Falling Star par Jae-jin. Ils tiennent un concert de deux jours à Séoul les 28 et 29 septembre face à 6 000 fans. Le concert, appelé FTHX, mêle les initiales du groupe FT à THX (thanks, merci). Memory de Hong-ki se classe premier des charts taïwainais Omusic. Leur tournée japonaise Zepp Tour démarre le 1er octobre 2013 à Tokyo, et le groupe joue plus tard à Sapporo, Osaka, Fukuoka, Shizuoka et Nagoya.
Le groupe fait son retour coréen officiel avec la sortie du mini-album The Mood le 18 novembre 2013. Il atteint le Hanteo chart et le Gaon chart ; et se classe premier du HMV chart au Japon dans la catégorie prévente.

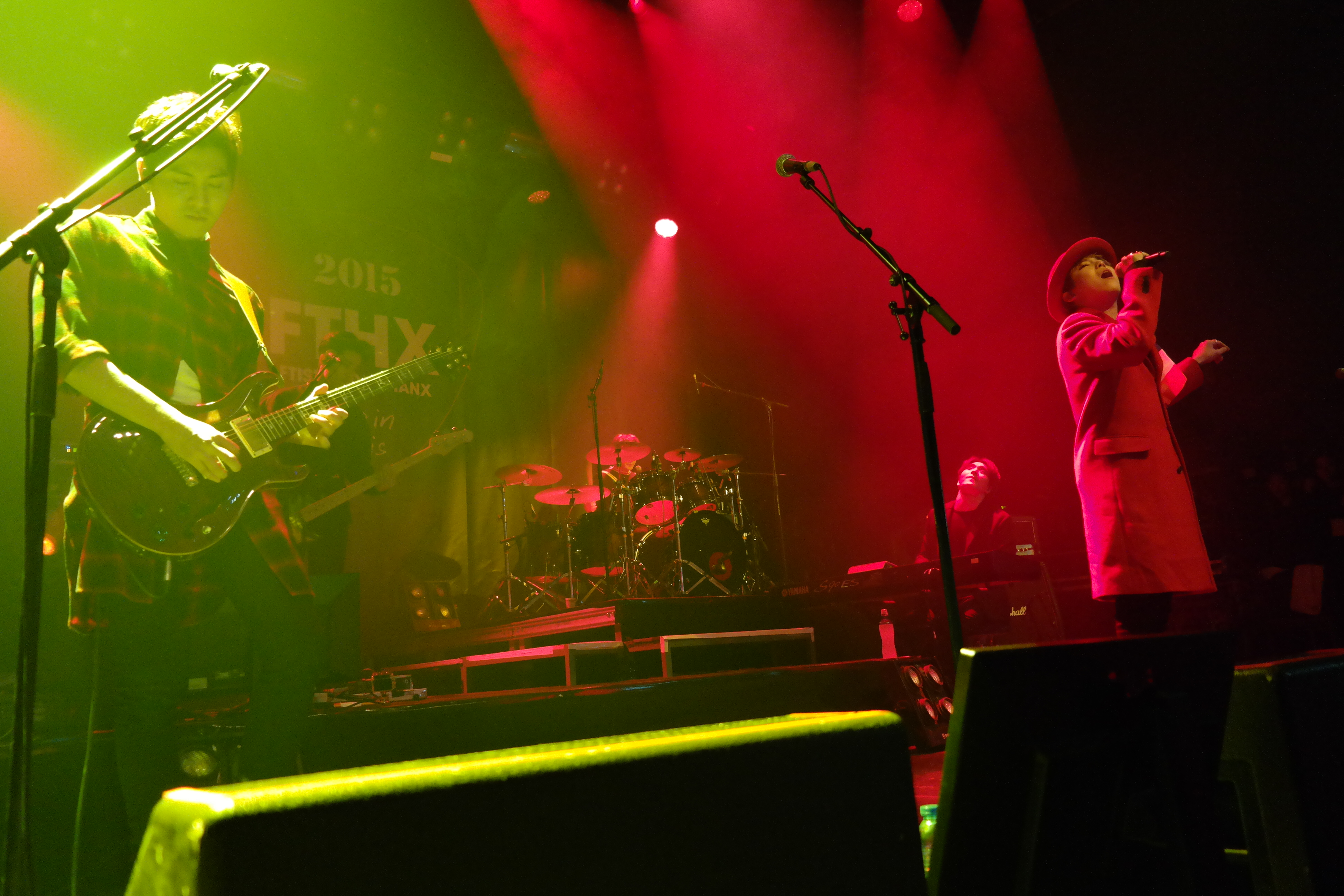
F.T. Island at La Cigale, Paris, in January 2015

F.T. Island démarre l'année 2014 avec un concert à Shanghai. Le groupe sort plusieurs albums et singles au Japon. New Page est publié en mai 2014 ; il se vend, selon les estimations, à plus de 22 000 exemplaires dans le monde et se classe troisième des Oricon Daily Charts, et 6e des Oricon Weekly Charts,. Quelques mois plus tard, F.T. Island sort un deuxième album, Japan Best – All About, en octobre avec comme morceau-titre Be Free. Il atteint les Gaon Charts le 5 octobre, les Tower Records Daily Pre-Order Charts et les HMV Korean-Asia Daily Charts. Il se classe également huitième des Gaon pour ce même mois,,.
Le groupe publie par la suite le single To the Light en octobre qui comprend trois morceaux ; Mitaiken Future est publié le 16 mars, et Beautiful le 15 janvier. Mitaken Future est ensuite inclus dans l'album New Page. Beautiful atteint la quatrième place de l'Oricon's Daily Singles chart à la sortie de l'album.
F.T. Island tient plusieurs tournées et annonce sa propre marque de vêtements, STAYREAL. Ils sont invités à jouer au festival chinois Zebra Music Festival ; auquel le groupe joue des morceaux comme Flower Rock et Freedom. Le groupe est aussi invité à jouer au seglent du MTV - Unplugged japonais.

### Poursuite d'un nouveau style musical (depuis 2015)
Après un an et quatre mois de pause en Corée, FNC Entertainment annonce le premier album auto-composé de F.T. Island, I Will, qui est publié le 23 mars 2015. Le clip de To the Light est publié sur YouTube le 18 mars. L'album atteint la 7e place des Billboard World Albums Chart à la deuxième semaine d'avril. Le morcea-titre, Pray, est aussi noté d'un 99,9%. I Will atteint la première place du Gaon Chart. F.T. Island compte 31 000 exemplaires vendus.

## Membres

### Membres actuels
| Name          | Name   | Name   | Name            | Date de naissance | Position           |
| Romanisation  | Hangul | Hanja  | Japonais        | Date de naissance | Position           |
| ------------- | ------ | ------ | --------------- | ----------------- | ------------------ |
| Lee Hong-ki   | 이홍기 | 李洪基 | イ•ホンギ       | 2 mars 1990       | Chanteur principal |
| Lee Jae-jin   | 이재진 | 李在真 | イ•ジェジン     | 17 décembre 1991  | Basse, chant       |
| Choi Min-hwan | 최민환 | 崔敏煥 | チェ•ミンファン | 11 novembre 1992  | Percussions        |

### Ancien membre
| Nom             | Nom    | Nom    | Nom             | Date de naissance | Position                  |
| Romanisation    | Hangul | Hanja  | Japonais        | Date de naissance | Position                  |
| --------------- | ------ | ------ | --------------- | ----------------- | ------------------------- |
| Oh Won-bin      | 오원빈 | 吳元斌 | オ•ウォンビン   | 26 mars 1990      | Guitare, chant,           |
| Song Seung-hyun | 송승현 | 宋承炫 | ソン•スンヒョン | 21 août 1992      | Guitare, chant            |
| Choi Jong-hoon  | 최종훈 | 崔鍾訓 | チェ•ジョンフン | 7 mars 1990       | Guitare, claviers, leader |

## Discographie

### Albums studio coréens
- Cheerful Sensibility (2007)
- Colorful Sensibility (2008)
- Cross and Change (2009)
- Five Treasure Box (2012)
- I WILL (2015)
- Where's The Truth? (2016)
- Over 10 Years (2017)
- WHAT IF (2018)
- Sage (2023)

### Albums studio japonais
- So Long, Au Revoir (2009)
- Five Treasure Island (2011)
- 20 [Twenty] (2012)
- Rated-FT (2013)
- New Page (2014)
- 5.....GO (2015)
- N.W.U (2016)
- United Shadows (2017)
- Planet Bonds (2018)